# 罗兰多·斯基亚维
罗兰多·卡洛斯·斯基亚维（西班牙語：Rolando Carlos Schiavi，1973年1月18日—）是已退役的阿根廷足球运动员，司职中后卫，曾是博卡青年队队长，并入选过阿根廷国家队。斯基亚维在职业生涯的最后一个赛季效力于中国足球超级联赛球队上海申花，虽然已经年过四十，但是仍然表现出色，赛季结束后退役。

## 俱乐部生涯
斯基亚维在阿根廷低级别球队罗萨里奥阿根廷人开始职业足球生涯，1995年转会加盟阿根廷青年，2001年转投阿根廷豪门博卡青年。2001年至2005年期间，他为博卡青年出场186次射进22球，包括联赛122次进12球。
2006年，斯基亚维以55万欧元的身价转会到西班牙足球乙级联赛球队大力神。 一年后前往巴西，加盟格雷米奥。在2007年的夏季转会窗期间，斯基亚维回到阿根廷，和纽韦尔老男孩签约。2008年11月2日，他在罗萨里奥德比中射进一个点球，帮助纽韦尔老男孩1比0击败罗萨里奥中央。
2009年6月22日，拉普拉塔大学生为准备南美解放者杯而租借斯基亚维。大学生队支付10万美元并承担球员的工资。斯基亚维在南美解放者杯半决赛和决赛都有出场，帮助球队获得杯赛的冠军。2011年，斯基亚维回到博卡青年，出任队长。2012年赛季合约结束后离队，得到现场数万球迷送别。
2013年1月，斯基亚维加盟中国足球超级联赛球队上海申花。虽然已经年届四十岁，但是他仍然凭借出色表现赢得了广泛的称赞，出战了30场联赛中的26场，并在最后一场主场战胜长春亚泰的比赛中担任场上队长，完成了自己职业足球生涯的最后一场比赛。

## 国际比赛生涯
2009年9月，斯基亚维首次入选阿根廷国家足球队的集训名单，备战和巴西的世界杯预选赛。他在1比0战平巴拉圭的比赛第80分钟时替补塞巴斯蒂安·多明戈斯出场，上演国家队首秀。